# Литва на зимних Олимпийских играх 2018
Литва на зимних Олимпийских играх 2018 года была представлена 9 спортсменами в 3 видах спорта. На церемонии открытия Игр право нести национальный флаг было доверено участнику Олимпийских игр 2014 года биатлонисту Томасу Каукенасу. Лучший результат показал литовский биатлонист Томас Каукенас.

## Состав сборной
Биатлон
1. Томас Каукенас
2. Витаутас Строля
3. Наталья Кочергина
4. Диана Расимовичюте

 Горнолыжный спорт
1. Андрей Друкаров
2. Иева Янушкевичюте

 Лыжные гонки
1. Модестас Вайчулис
2. Мантас Строля
3. Мария Казначенко

## Результаты соревнований

### Биатлон
Большинство олимпийских лицензий на Игры 2018 года были распределены по результатам выступления стран в зачёт Кубка наций в рамках Кубка мира 2016/2017. По его результатам и мужская, и женская сборные Литвы заняли 22-е место благодаря чему получили право заявить для участия в соревнованиях по 2 спортсмена, а также сборную в смешанной эстафете.
Мужчины
| Соревнование         | Спортсмены      | Стрельба | Время   | Отставание | Место |
| -------------------- | --------------- | -------- | ------- | ---------- | ----- |
| спринт               | Томас Каукенас  | 0+1      | 24:23,5 | +44,7      | 17    |
| спринт               | Витаутас Строля | 1+1      | 25:32,4 | +1:53,6    | 49    |
| гонка преследования  | Томас Каукенас  | 0+0+1+1  | 34:31,8 | +1:40,1    | 13    |
| гонка преследования  | Витаутас Строля | 1+0+2+1  | 37:47,3 | +4:55,6    | 43    |
| индивидуальная гонка | Томас Каукенас  | 0+2+1+3  | 55:38,4 | +7:34,6    | 78    |
| индивидуальная гонка | Витаутас Строля | 0+2+1+3  | 56:27,0 | +8:23,2    | 82    |
| масс-старт           | Томас Каукенас  | 2+0+2+1  | 38:58,0 | +3:10,7    | 30    |

Женщины
| Соревнование         | Спортсмены         | Стрельба | Время   | Отставание | Место |
| -------------------- | ------------------ | -------- | ------- | ---------- | ----- |
| спринт               | Диана Расимовичюте | 1+0      | 24:00,8 | +2:54,6    | 65    |
| спринт               | Наталья Кочергина  | 1+4      | 25:16,2 | +4:10,0    | 80    |
| индивидуальная гонка | Наталья Кочергина  | 0+0+1+0  | 45:09,1 | +4:01,9    | 30    |
| индивидуальная гонка | Диана Расимовичюте | 1+2+0+2  | 49:53,3 | +8:46,1    | 75    |

Смешанная эстафета
| Соревнование       | Спортсмены                                                          | Стрельба              | Время               | Отставание  | Место |
| ------------------ | ------------------------------------------------------------------- | --------------------- | ------------------- | ----------- | ----- |
| смешанная эстафета | Наталья Кочергина Диана Расимовичюте Томас Каукенас Витаутас Строля | 1+7 0+2 1+3 0+2 0+0 — | LAP 18:16,3 LAP — — | — +2:32,2 — | 19 —  |

### Лыжные виды спорта

#### Горнолыжный спорт
Квалификация спортсменов для участия в Олимпийских играх осуществлялась на основании специального квалификационного рейтинга FIS по состоянию на 21 января 2018 года. При этом НОК для участия в Олимпийских играх мог выбрать только того спортсмена, который вошёл в топ-500 олимпийского рейтинга в своей дисциплине, и при этом имел определённое количество очков, согласно квалификационной таблице. Страны, не имеющие участников в числе 500 сильнейших спортсменов, могли претендовать только на квоты категории «B» в технических дисциплинах. По итогам квалификационного отбора сборная Литвы завоевала 2 олимпийские лицензии категории «B».
Мужчины
| Соревнование      | Спортсмены      | Скоростной спуск/ 1 спуск | Скоростной спуск/ 1 спуск | Слалом/ 2 спуск | Слалом/ 2 спуск | Всего   | Отставание | Место |
| Соревнование      | Спортсмены      | Время                     | Место                     | Время           | Место           | Всего   | Отставание | Место |
| ----------------- | --------------- | ------------------------- | ------------------------- | --------------- | --------------- | ------- | ---------- | ----- |
| слалом            | Андрей Друкаров | 59,40                     | 47                        | 1:07,77         | 42              | 2:07,17 | +28,18     | 41    |
| гигантский слалом | Андрей Друкаров | 1:19,98                   | 68                        | 1:18,21         | 57              | 2:38,19 | +20,15     | 59    |

Женщины
| Соревнование      | Спортсмены        | Скоростной спуск/ 1 спуск | Скоростной спуск/ 1 спуск | Слалом/ 2 спуск | Слалом/ 2 спуск | Всего   | Отставание | Место |
| Соревнование      | Спортсмены        | Время                     | Место                     | Время           | Место           | Всего   | Отставание | Место |
| ----------------- | ----------------- | ------------------------- | ------------------------- | --------------- | --------------- | ------- | ---------- | ----- |
| слалом            | Иева Янушкевичюте | 57,30                     | 47                        | 57,25           | 43              | 1:54,55 | +15,92     | 43    |
| гигантский слалом | Иева Янушкевичюте | 1:26,38                   | 62                        | 1:20,64         | 53              | 2:47,02 | +27,00     | 54    |

#### Лыжные гонки
Квалификация спортсменов для участия в Олимпийских играх осуществлялась на основании специального квалификационного рейтинга FIS по состоянию на 21 января 2018 года. Для получения олимпийской лицензии категории «A» спортсменам необходимо было набрать максимум 100 очков в дистанционном рейтинге FIS. При этом каждый НОК может заявить на Игры 1 мужчину и 1 женщины, если они выполнили квалификационный критерий «B», по которому они смогут принять участие в спринте и гонках на 10 км для женщин или 15 км для мужчин. По итогам квалификационного отбора сборная Литвы завоевала 2 олимпийские лицензии категории «A» у мужчин и ещё одну категории «B» у женщин.
Мужчины
Дистанционные гонки
| Соревнование              | Спортсмены        | Результат | Отставание | Место |
| ------------------------- | ----------------- | --------- | ---------- | ----- |
| 15 км свободным стилем    | Мантас Строля     | 40:31,4   | +6:47,5    | 94    |
| 15 км свободным стилем    | Модестас Вайчулис | 40:53,0   | +7:09,1    | 96    |
| скиатлон 15+15 км         | Мантас Строля     | DNF       | DNF        | DNF   |
| 50 км классическим стилем | Мантас Строля     | LAP       | LAP        | LAP   |

Спринт
| Соревнование     | Спортсмены                      | Квалификация  | Квалификация  | Четвертьфинал        | Четвертьфинал        | Четвертьфинал        | Полуфинал            | Полуфинал            | Полуфинал            | Финал                 | Финал                 | Итоговое место |
| Соревнование     | Спортсмены                      | Результат     | Место         | Заезд                | Результат            | Место                | Заезд                | Результат            | Место                | Результат             | Место                 | Итоговое место |
| ---------------- | ------------------------------- | ------------- | ------------- | -------------------- | -------------------- | -------------------- | -------------------- | -------------------- | -------------------- | --------------------- | --------------------- | -------------- |
| спринт           | Модестас Вайчулис               | 3:21,10       | 44            | завершил выступление | завершил выступление | завершил выступление | завершил выступление | завершил выступление | завершил выступление | завершил выступление  | завершил выступление  | 44             |
| спринт           | Мантас Строля                   | 3:31,11       | 64            | завершил выступление | завершил выступление | завершил выступление | завершил выступление | завершил выступление | завершил выступление | завершил выступление  | завершил выступление  | 64             |
| командный спринт | Модестас Вайчулис Мантас Строля | не проводится | не проводится | не проводится        | не проводится        | не проводится        | 2                    | 17:41,73             | 12                   | завершили выступление | завершили выступление | 24             |

Женщины
Дистанционные гонки
| Соревнование           | Спортсмены       | Результат | Место   | Отставание |
| ---------------------- | ---------------- | --------- | ------- | ---------- |
| 10 км свободным стилем | Мария Казначенко | 30:44,2   | +5:43,7 | 73         |